# Кремпиця (Мазовецьке воєводство)
Кремпиця (пол. Krępica) — село в Польщі, у гміні Плонськ Плонського повіту Мазовецького воєводства.
Населення — 190 осіб (2011).
У 1975-1998 роках село належало до Цехановського воєводства.

## Демографія
Демографічна структура станом на 31 березня 2011 року:
|          | Загалом | Допрацездатний вік | Працездатний вік | Постпрацездатний вік |
| -------- | ------- | ------------------ | ---------------- | -------------------- |
| Чоловіки | 97      | 23                 | 66               | 8                    |
| Жінки    | 93      | 25                 | 53               | 15                   |
| Разом    | 190     | 48                 | 119              | 23                   |